# FAS (Incoterm)

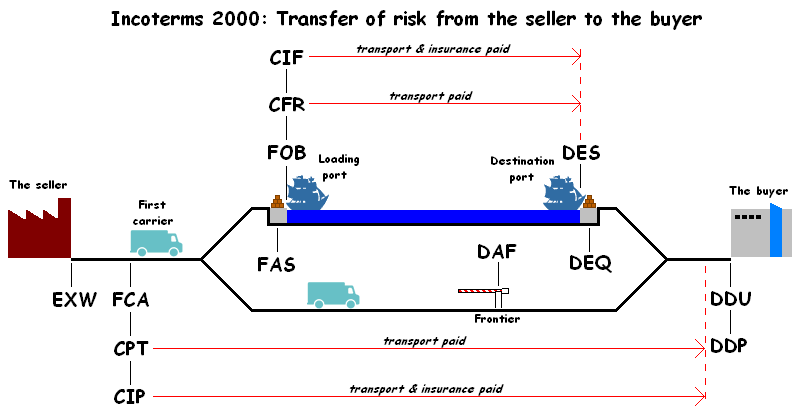
Các nhóm chính trong Incoterm 2000

Miễn trách nhiệm Dọc mạn Tàu nơi đi (tiếng Anh: Free Alongside Ship, viết tắt FAS)còn được gọi là " Giao dọc mạn tàu" là một thuật ngữ trong Incoterm. Nó có nghĩa là bên bán hàng chi trả cước vận chuyển (nội địa) hàng hóa tới cảng giao hàng. Bên mua thanh toán cước phí xếp hàng, vận tải, bảo hiểm, dỡ hàng và vận chuyển (nội địa) từ nơi dỡ hàng tới nơi lưu giữ hàng hóa của mình. Sự chuyển dịch rủi ro diễn ra khi hàng hóa được giao tại cầu cảng nơi giao hàng.
Theo điều kiện này, người bán phải:
Giao hàng dọc mạn con tàu do người mua chỉ định
Cung cấp chứng từ hoàn hảo thường lệ chứng minh hàng đã được đặt thực sự dọc mạn tàu.Lấy giấy phép xuất khẩu, nộp thuế và lệ phí xuất
Người mua phải:
Kịp thời chỉ định tàu chuyên chở
Ký kết hợp đồng chuyên chở và trả cước
Chịu mọi rủi ro và tổn thất về hàng kể từ khi hàng đã thực sự được giao dọc mạn tàu